# Acrometopa cretensis
Acrometopa cretensis är en insektsart som beskrevs av Willy Adolf Theodor Ramme 1927. Acrometopa cretensis ingår i släktet Acrometopa och familjen vårtbitare.

## Underarter
Arten delas in i följande underarter:
- A. c. cretensis
- A. c. daedali